# Риттер, Томас (политик)
Томас Драммонд Риттер (англ. Thomas Drummond Ritter; 24 ноября 1952, Нью-Хейвен (Коннектикут)) — американский политик и юрист. Бывший член Палаты представителей Коннектикута и её спикер с 1993 по 1999 год.

## Биография
Выпускник Амхерст-колледжа и школы права Коннектикутского университета. В 1975-80 годах работал в Демократическом комитете Хартфорда. В 1980 году избрался в Палату представителей штата Коннектикут, где заседал вплоть до 1999 года. С 1993 по 1999 год был спикером палаты.
Риттер входит в совет директоров Коннектикутского университета и в 2019 году был исполняющим обязанности председателя совета.
Является партнёром в юридической фирме «Brown Rudnick». Ранее также работал адвокатом и много лет занимался частной практикой.

## Личная жизнь
Супруга — Кристин Келлер, судья апелляционного суда. Сын — Мэттью также стал спикером Палаты представителей Коннектикута.